# Maysoun Ibrahim
Maysoun Ibrahim es una especialista palestina en Tecnologías de la Información y la Comunicación para el Desarrollo (TIC4D). Es la presidenta fundadora del Sindicato Palestino de Informática Tecnológica. Ibrahim ha desempeñado diversos cargos en el sector público, la academia y la industria privada, donde ha liderado iniciativas nacionales de tecnología y ha contribuido a estrategias de transformación digital y políticas de tecnología de la información en Palestina.

## Carrera
Ibrahim ha estado activamente involucrada en iniciativas nacionales de transformación digital y es miembro del consejo de administración de la Universidad Árabe Americana en Palestina (AAUP). También ocupa el cargo de vicepresidenta del Centro de Transformación Digital e Inteligencia Artificial en la AAUP y es miembro del consejo del Consejo Superior para la Innovación y la Excelencia en Palestina. En esta función, lidera tanto el Comité de Desarrollo Experimental e Incubación como la Red de Apoyo a la Innovación.
En 2019, Ibrahim presidió el Foro Nacional sobre la Cuarta Revolución Industrial. A nivel internacional, ha trabajado como consultora para la Comisión Económica y Social para Asia Occidental de las Naciones Unidas (UN-ESCWA), aportando experiencia en ciudades inteligentes sostenibles, la Cuarta Revolución Industrial, tecnologías emergentes e inclusión digital para las mujeres árabes.

## Cargos
- Presidenta, Sindicato Palestino de Informática Tecnológica (2021–presente)
- Miembro del Consejo, Agencia Palestina de Cooperación Internacional (2024–presente)
- Vicepresidenta, Centro Nacional para la Transformación Digital e Inteligencia Artificial, AAUP (2023–presente)
- Miembro del Consejo y fideicomisaria, Universidad Árabe Americana (Palestina) (2020–presente)
- Miembro del Consejo, Universidad Euro-Mediterránea de Eslovenia (2020–2024)
- Miembro del Consejo, Consejo Superior para la Innovación y la Excelencia (2018–presente)
- Consultora y revisora, UN-ESCWA (2018–presente)
- Presidenta, Comité Preparatorio del 4º Foro Nacional sobre la Cuarta Revolución Industrial (2019)
- Miembro del jurado, Premio L'Oréal-UNESCO a Mujeres en Ciencia (2019)
- Miembro del Comité Técnico, Centro Tecnológico de UN-ESCWA (2019–2021)
- Jurado, Hult Prize (2018–2022)
- Jueza, Grace Hopper Celebration of Women in Computing (2013–2018)
- Revisora por pares para revistas internacionales, incluyendo IEEE Xplore y Sustainable Cities and Society
- Profesora invitada en UC Berkeley, Rice University, NYU Abu Dhabi, Universidad de Portsmouth, entre otras[10][11][12][13]

## Premios y reconocimientos
La Dra. Ibrahim ha recibido varios premios que reconocen sus contribuciones a la investigación científica, el empoderamiento de las mujeres y la igualdad de género en tecnología. En 2016, recibió el premio al Mejor Trabajo de Investigación en la Conferencia Internacional SMART2016 sobre Ciudades Inteligentes celebrada en Valencia, España. Además, fue la primera mujer palestina en presidir comités estratégicos en el Consejo Superior para la Innovación y la Excelencia.